# Asbecesta fulviventris
Asbecesta fulviventris es un coleóptero de la familia Chrysomelidae. Fue descrita científicamente por primera vez en 1895 por Weise.